# Menso Heyl
Menso Heyl  (* 2. September 1949 in Hamburg) ist ein deutscher Journalist. Er war Chefredakteur des Hamburger Abendblatts.

## Leben
Heyl wurde in Hamburg geboren und besuchte das Wilhelm-Gymnasium, an dem er 1969 das Abitur ablegte. Er studierte Geschichtswissenschaften, Staatsrecht und Völkerkunde. Sein Hobby ist Fahrtensegeln, über das er auch mehrfach berichtete.
Seine journalistische Laufbahn begann Heyl 1977 mit einem zweijährigen Redaktionsvolontariat bei den Harburger Anzeigen und Nachrichten. Von 1979 bis 1984 arbeitete er als Redakteur und Stellvertretender Lokalchef beim Hamburger Abendblatt, wobei er 1983 mit einem Stipendium des German-Marshall-Funds als Fellow an der Duke-University (North Carolina) tätig war. 1985 war er als leitender Redakteur bei der Fernsehzeitschrift Funk Uhr tätig, wechselte aber noch im selben Jahr als Chefreporter zur Boulevardzeitung Bild am Sonntag. 1990 wurde er zum Stellvertretenden Chefredakteur der Dresdner Morgenpost berufen. Für die Hamburg-Ausgabe der Bild war Heyl ab 1992 als Redaktionsleiter tätig.
1998 wurde Heyl Stellvertretender Chefredakteur des Hamburger Abendblatts und im Juli 2001 dessen Chefredakteur als Nachfolger von Peter Kruse.
In Heyls Amtszeit als Chefredakteur fiel 2006 die Herausgabe einer zusätzlichen Abendblatt-Sonntagsausgabe, die wieder eingestellt wurde.
Im Oktober 2008 löste ihn Claus Strunz ab. Heyl wurde Koordinator für journalistische Fragen und Projekte, angesiedelt beim Springer-Vorstandsvorsitzenden Mathias Döpfner.
Von 2010 bis Anfang 2023 war Heyl Herausgeber der Segelzeitschrift Yacht.
Heyl war von 2007 bis 2010 Mitglied des Hamburger Max-Brauer-Preis-Kuratoriums der Alfred Toepfer Stiftung F. V. S., seit 2009 ist er im Beirat der Stiftung Robin Aid.

## Werke
- Menso Heyl (Hrsg.): Der Hamburger Silberschatz. Hirmer, München 1997, ISBN 3-7774-7660-9
- Menso Heyl und MaryAnn Heyl: Ostseeschleife: Ein zeitloser Segelsommer. Delius Klasing, Bielefeld 2011, ISBN 978-3-7688-3255-7